# Ясський мирний договір
Ясський мирний договір — мирний договір, укладений між Російською і Османською імперіями 29 грудня 1791 (9 січня 1792) року у м. Ясси після завершення Російсько-турецької війни 1787–1791.
За Російську імперію договір підписали Самойлов, де Рібас і Лашкарьов, за Османську імперію — Абдула-ефенді, Ібрагім Ісмет-бей і Мехмед-ефенді. Договір підтвердив Кючук-Кайнарджійський мирний договір 1774 року, за яким Росія захопила Крим (імперський указ про анексію Криму проголошений у 1783 році). Після розгрому османської армії в липні 1791 року під Мачином, російський командувач Н. Рєпнін підписав з великим візиром Юсуфом-пашею у Галаці 31 липня 1791 року прелімінарні (попередні) умови миру. З російської сторони переговори очолювали Г. Потьомкін, пізніше О. Безбородько. Під час мирних переговорів у Ясах османська делегація через відсутність підтримки з боку Англії і Пруссії погодилася на більшість вимог російської сторони.
Договір підтвердив анексію Кримського ханства й Кубані до російських володінь. Османська імперія відмовлялася від будь-яких претензій на Грузію і зобов'язувалася не вдаватися до ворожих дій проти неї. Росія повертала Османській імперії Молдовське князівство і Волощину, зайняті під час воєнних дій. Новий кордон між двома державами встановлювався на південному заході по р. Дністер, на Кавказі — по р. Кубань.
До складу Російської імперії переходили українські землі між річками Південним Бугом і Дністром (так звана Ханська Україна). Ясський мирний договір змінював становище Російської імперії на Півдні України та на всьому північному узбережжі Чорного моря, забезпечивши свободу російської морської торгівлі в цьому регіоні. За умовами договору османський уряд зобов'язувався забезпечити інтереси російської торгівлі в Алжирі, Тунісі й Триполі.
Ясський мирний договір посилив позиції Російської імперії на Кавказі й Балканах та створив сприятливі умови для розгортання подальшої експансіоністської політики Російської імперії.